# Сардаусь
Сардаусь — деревня в Кукморском районе Татарстана. Входит в состав Ошторма-Юмьинского сельского поселения.

## География
Находится в северо-западной части Татарстана на расстоянии приблизительно 12 км на юго-запад по прямой от районного центра города Кукмор.

## История
Основана не позже 1719 года, упоминалась также под названием Живут Себе Усадом. Относится к числу населенных пунктов, где проживают кряшены.

## Население
Постоянных жителей было: в 1782 году — 24 души мужского пола в 1859—124, в 1897—228, в 1908—246, в 1920—261, в 1926—264, в 1938—203, в 1949—196, в 1958—160, в 1970—132, в 1979 — 97, в 1989 — 64, 47 в 2002 году (татары 98 %, фактически кряшены), 39 в 2010.